# Bystrianka
Bystrianka je 18,8 km dlouhá říčka na jižních svazích pohoří Nízké Tatry, v okresu Brezno. Je to pravostranný přítok Hronu.

## Pramen
Pramení v podcelku Ďumbierské Tatry na jižním svahu Ďumbiera (2043 m n. m.) v nadmořské výšce 1500 m n. m.
V pramenné oblasti přibírá dva levostranné přítoky.

## Průběh toku
Od Ďumbieru teče na západ okolo Trangošky, protéká úzkým branatým územím horní části Bystré doliny, kterou protéká na jih. Zprava přitéká Krupová, později zleva Veľké a následně zprava Volovec. Dále teče přes Tále, vtéká do Horehronského podolí, do podcelku Bystrianské podhoří. Zprava přibírá Čierny potok a následně protéká obcí Bystrá. Tady z levé strany přibírá Štiavničku a pokračuje obloukem na jihozápad vedle Bystrianské jeskyně na levém břehu. Vtéká na katastrální území Podbrezové, stáčí se víc na jih a mezi Štiavničkou a Podbrezovou se vlévá v nadmořské výšce 458 m do Hronu.